# Structure and Bonding
Structure and Bonding, abgekürzt Struct. Bond.,  ist eine Buchreihe, die vom Springer-Verlag veröffentlicht wird. Die erste Ausgabe erschien im Jahr 1966. Derzeit erscheint sie mit drei Ausgaben im Jahr. Es werden Übersichtsartikel veröffentlicht, die sich mit Fragen der chemischen Struktur und Bindung beschäftigen.
Der Impact Factor lag im Jahr 2014 bei 1,909. Nach der Statistik des ISI Web of Knowledge wird die Buchreihe mit diesem Impact Factor in der Kategorie anorganische Chemie an 20. Stelle von 44 Zeitschriften und in der Kategorie physikalische Chemie an 82. Stelle von 139 Zeitschriften geführt.